# Anolis naufragus
Anolis naufragus – gatunek jaszczurki z rodziny Anolidae i kladu Iguania. Endemit Meksyku.

## Systematyka
Gatunek zaliczany jest do rodzaju Anolis. Zaliczany bywał też do Norops, obecnie uznawanego za młodszy synonim Anolis. Rodzaj Anolis umieszcza się obecnie w monotypowej rodzinie Anolidae. W przeszłości zaliczano go jednak do rodziny legwanowatych (Iguanidae).

## Rozmieszczenie geograficzne
Rozsiane populacje tego meksykańskiego endemitu zamieszkują stan Puebla, główna część zasięgu występowania rozpościera się jednak od północnego wschodu stanu Hidalgo do środkowego Veracruz. Mieszczą się one na wysokościach między 500 i 1600 m n.p.m. Bytują w górskich lasach mglistych nietkniętych działalnością ludzką, zwłaszcza zaś w okolicach wodospadów, gdzie panuje duża wilgotność. Widuje się je na gałęziach drzew oraz w ściółce.

## Rozmnażanie
Gatunek jest jajorodny.

## Zagrożenia i ochrona
W Czerwonej księdze gatunków zagrożonych IUCN Anolis naufragus jest klasyfikowany jako gatunek narażony (VU, ang. Vulnerable).
Gatunek jest rzadki. Jego liczebność obniża się.
Zagrożenia dla tego gatunku obejmują deforestację i fragmentację środowiska jego życia. Cel tych praktyk to rolnictwo, zwłaszcza hodowla bydła i uprawa zbóż. Zwierzęcia nie spotyka się w żadnym z obszarów chronionych.